# جوجل وويكيبيديا
كانت العلاقة بين جوجل وموسوعة ويكيبيديا تعاونية في الأصل في بدايات مسووعة ويكيبيديا الأولى، عندما ساعدت جوجل في تقليل مجموعة الصفحات الخاصة باستنساخ ويكيبيديا غير القابلة للتحرير على نطاق واسع والتي كانت مجرد مساحات إعلانية. في عام 2007، قدمت شركة جوجل نول nol، وهو منافس مباشر لإنشاء الموسوعات التي يقودها المجتمع. في وقت لاحق، دعمت ويكيميديا بمنح واعتمدت على ويكيبيديا لمعالجة انتشار المعلومات الخاطئة على موقع يوتيوب، وتوفير معلومات يمكن التحقق منها وموثوقة لمن يسعون للحصول عليها. بدأت جوجل ومؤسسة ويكيميديا شراكة في عام 2021.

## نظرة تاريخية
عام 2007، قدمت جوجل نول، والتي كانت عبارة عن موسوعة ذات محتوى من إنشاء المستخدمين. أشارت مصادر إعلامية مختلفة إلى أن هذا المنتج يشبه ويكيبيديا ووصفته بأنه منافس لها. عام 2008، ذكرت مصادر إخبارية مختلفة أن معظم حركة مرور ويكيبيديا جاءت من الإحالات من محرك البحث جوجل google.com.
في فبراير 2010. قدمت y,yg 2٬000٬000 دولار أمريكي كأول منحة لمؤسسة ويكيميديا. علق مؤسس جوجل سيرجي برين، أن موسوعة ويكيبيديا هي واحدة من أعظم انجازات وانتصارات الإنترنت".
في مارس 2018، أعلن موقع يوتيوب أنهم سيستخدمون معلومات من ويكيبيديا لمعالجة تداول المعلومات المضللة في مقاطع الفيديو في نظامهم الأساسي. في يناير 2019، تبرعت جوجل بمبلغ 3 ملايين دولار لمؤسسة ويكيميديا.

## اعتماد جوجل على ويكيبيديا
في مايو-ايار 2012، أضافت جوجل مشروعًا يسمى الرسم البياني المعرفي (بالإنجليزية: Google Knowledge Graph)‏، والذي أنتج لوحات معرفية جنبًا إلى جنب مع نتائج محرك البحث التقليدي. في وقت لاحق، استكملت النتائج من الاستعلام عن الرسم البياني المعرفي البحث المستند إلى السلسلة في إنتاج قائمة مرتبة لنتائج البحث أيضًا. يتم استرداد قدر كبير من المعلومات المقدمة في مربعات معلومات لوحة المعلومات من ويكيبيديا وويكي بيانات وكتاب حقائق العالم لوكالة المخابرات المركزية.

## روابط خارجية
- ميتا: نظرة عامة على مؤسسة ويكيميديا وشراكة جوجل، بيان من مؤسسة ويكيميديا